# Суук-Чишма
Суу́к-Чишма́ (баш. һыуыҡшишмә) — село в Кармаскалинском районе Башкортостана, входит в состав  Подлубовского сельсовета.

## Население
| 2002 | 2009 | 2010 |
| ---- | ---- | ---- |
| 583  | ↗630 | ↘591 |

Национальный состав
Согласно переписи 2002 года, преобладающая национальность — чуваши (92 %).

## Географическое положение
Расстояние до:
- районного центра (Кармаскалы): 18 км,
- центра сельсовета (Подлубово): 11 км,
- ближайшей ж/д станции (Уршак): 20 км.

## Культура
В Суук-Чишма функционирует чувашский историко-культурный центр .
Созданы народный фольклорный ансамбль «Шевле», чувашский народный театр.